# 宮内見
宮内 見（みやうち み、1965年〈昭和40年〉12月7日 - ）は、兵庫県神戸市出身の放送作家、イベントプロデューサー、レトルトカレー評論家。

## 来歴
兵庫県立兵庫高校、同志社大学を卒業後、安田信託銀行（現・みずほ信託銀行）に就職したが、サラリーマン生活に馴染めず、関西の放送作家・新野新に師事。関西時代にはぜんじろう、歌手の種浦マサオ、I少年Dの森田（現・コラアゲンはいごうまん）、矢野・兵動の兵動大樹らとテレビ、ラジオ、ライブを行っていた。銀行を辞めると同時に結婚したため、「おもろいやん、本気やな」とぜんじろうに気に入られた。ぜんじろうとはその後、10年近くにわたって海外での英語の舞台に挑戦していた。
エジンバラフリンジ、ジャストフォーラフス、メルボルン国際コメディフェスティバルを世界3大コメディフェスティバルと名付けた本人である。上京後には渋谷公園通りにあった吉本興業の劇場で雨上がり決死隊、山崎邦正（現・月亭方正）らとのライブをよく行っていた。山崎が月亭方正として落語を行うようになってからは、ともに落語会「やみ鍋の会」を主宰している。また、バラエティ番組だけでなく、情報番組、ドキュメンタリーなど各種番組の構成を担当している。
レトルトカレー1500食以上を実食。レトルトカレーに関する著作やコラム、番組出演も。2023年にはラジオ大阪が作ったレトルト「和田麻実子アナウンサーの中華料理屋のまかないカレー」と「藤川貴央アナウンサーの筋の通った牛すじカレー」を監修。
2020年には日本兵と慰安婦の恋を描いたミステリー「トッケイは七度鳴く」で小説家デビューを果たした。

## 担当作品

### テレビ番組
- キスした?SMAP （朝日放送）
- ワイド!スクランブル（テレビ朝日）
- 中居くん温泉（日本テレビ）
- 峰竜太のホンの昼メシ前（日本テレビ）
- スーパーJチャンネル（テレビ朝日）
- しらばかッ!! （関西テレビ・フジテレビ）
- まかせて!!エキスパ（関西テレビ・フジテレビ）
- モモコ×菜摘×よし子 おじょママ!! （関西テレビ）
- ayu ready? （フジテレビ）
- 秘密告白!!女ばかりの人生立て直し泣き笑いスペシャル（2003年10月10日、関西テレビ・フジテレビ）
- THE MEN'S TV （BS朝日）
- STYLE BOOK （BS朝日）
- 西原理恵子の毎日かあさん（2007年1月13日、フジテレビ）
- モーニングバード（テレビ朝日）
- 三谷幸喜のコトバのソムリエ〜人生を変える魔法の言葉〜（日本テレビ）
- コトバの法則（日本テレビ）
- X-マン〜何か聞きたいことある?〜（フジテレビ）
- 東京プレゼンナイト（フジテレビ）
- つんつべ♂（TOKYO MX）
- スパモク!! キョクターン!!〜極端度120%の笑える世界映像大放出SP!〜（2012年2月2日、TBS）
- コレ考えた人、天才じゃね!?(テレビ東京)
- 放言barリークス（ＤＨＣシアター）
- 六本木に井戸を掘る（テレビ東京）
- 新宿に井戸を掘る（テレビ東京）

### ラジオ番組
- MBSヤングタウン日曜日（MBSラジオ）
- 真夜なかん!かん!Z（ラジオ関西）
- 真夜なかん!かん!“過激団”（ラジオ関西）
- ぜんじろうのオールナイトニッポン（1995年4月 - 1996年9月、ニッポン放送）

### 舞台
- 雨上がり決死隊・アンバランス「ＡＡＡ」（1997年-1998年、渋谷公園通り劇場）-構成
- 東京国際コメディフェスティバル（2003年、フジテレビ事業部） - 企画・監督
- 愛・地球博 NECロボットミュージカル（2005年） - 脚本・演出
- 月亭方正主宰落語会「やみ鍋の会」（2010年5月 -2014年3月 ） - プロデュース
- 兵動大樹＆宮内見の淀川大好き（2011年5月）- 出演
- 石野桜子 精神病隔離病棟からの復活ライブ（2011年6月）- MC
- 劇団浪漫狂公演「キスしてほしい」紀伊國屋ホール（2014年4月）

### 海外舞台
- ぜんじろうとニューヨークで初公演（1995年）
- エジンバラ・フリンジ・フェスティバル1週間公演（1996年8月）
- エジンバラ・フリンジ・フェスティバル1週間公演（1998年8月）
- ニュージーランド国際コメディーフェスティバル3週間招待公演（1999年4月）
- 香港フリンジ・ファスティバル2週間招待公演（2000年1月）
- メルボルン国際コメディーフェスティバル2週間招待公演（2000年3月）
- エジンバラ・フリンジ・フェスティバル公演（2002年8月）
- モントリオール国際コメディーフェスティバル招待公演（2002年7月）
- モントリオール国際コメディーフェスティバル招待公演（2003年8月）
- 台湾・紅楼劇場 招待公演（2004年）
- エジンバラ・フリンジ・フェスティバル公演（2004年）
- ワハハ本舗・3ガガヘッズ・エジンバラ1カ月公演（2009年8月 - ） - プロデュース

### 脚本
- よしもとノンバーバル・シネマ 山崎邦正監督「お絵描き」（吉本興業）
- SUN RUN GUN （1997年、新東宝）
- access （1999年、関西テレビ）

## 出版
- 俺にもできた!恋愛・ビジネス英語活用㊙本（2002年1月発行、ぜんじろう、たる出版、ISBN 4-924713-67-8） - 編集
- 奇跡（2008年4月発行、山崎邦正、遊タイム出版、ISBN 978-4-86010-257-9） - 企画・構成
- 僕が落語家になった理由（2013年2月発行、月亭方正、アスペクト、ISBN 978-4-7572-2159-8） - 構成・寄稿
- 日本全国レトルトカレーの旅「ご当地レトルトカレーを食べつくせ」(学研プラス、電子書籍) - 著作
  1. 北海道＆東北編（2014年10月発行）
  2. 関東＆甲信越編（2015年2月発行）
  3. 東京編（2015年4月発行）
  4. 九州＆沖縄編（2015年6月発行）
  5. 関西編（2016年2月発行）
  6. 東海＆北陸編（2016年6月発行）
  7. 中国＆四国編（2016年7月発行）
- トッケイは七度鳴く（2021年5月発行、日本橋出版、ISBN978-4-434-28810-4）-著作
- 覆面メダリスト（2021年7月発行、WPL出版、ISBN978-4-910472-59-1）-著作

## 受賞歴
- ロサンゼルス・コメディ・コンテスト2位、モーストユニーク賞（1998年）
- 山口放送ラジオCM賞（2009年）

## 関連人物
- 山崎邦正
- 新野新
- ぜんじろう
- 種浦マサオ
- コラアゲンはいごうまん